# Meroglossa borchi
Meroglossa borchi är en biart som beskrevs av Rayment 1939. Meroglossa borchi ingår i släktet Meroglossa och familjen korttungebin. Inga underarter finns listade i Catalogue of Life.